# Verónica Magario
Verónica María Magario (Santa Fe, 26 de mayo de 1969) es una política y docente argentina que pertenece al Partido Justicialista. Se desempeñó como intendenta del partido de La Matanza desde 2015 hasta 2019, y como diputada nacional por la provincia de Buenos Aires desde 2013 hasta 2015. Desde el 11 de diciembre de 2019 es la vicegobernadora de la provincia de Buenos Aires durante el gobierno de Axel Kicillof.

## Biografía

### Primeros años
Nació en la ciudad de Santa Fe el 26 de mayo de 1969. Es hija de María Eugenia Calderón, docente, y Raúl Magario, quien fuera dirigente de Montoneros y es mencionado como jefe de Finanzas de la organización. Pasó parte de su infancia en San Isidro y en La Matanza. Tras el golpe de Estado de 1976 su familia se exilió en México donde vivió durante ocho años. En 1984 Verónica Magario regresó a la Argentina del exilio, y al poco tiempo su padre fue detenido. En octubre de 1989 fue liberado tras los indultos que realizó el presidente Carlos Menem.
A su regreso del exilio vivió en Villa Celina. Egresó de la escuela secundaria técnica Otto Krause como técnica química.
En 1988 ingresó como empleada a la Cámara de Diputados de la Nación, cargo que a 2019 aún poseía con licencia. A comienzos de los años 90 conoció allí a Alberto Balestrini, de quien fue secretaria. Luego lo acompañó en su mandato como senador provincial, desde 1995 hasta 1999.
Ejerció como docente y es profesora de matemáticas. Comenzó la licenciatura en Matemáticas en la UBA, con la intención de ir al Instituto Balseiro, ya que quería ser física nuclear. Luego desistió, cuando ya trabajaba en la Cámara de Diputados. Allí empezó su carrera como delegada gremial de la Asociación del Personal Legislativo (APL).

### Funcionaria en La Matanza
Cuando Balestrini asumió como intendente de La Matanza en 1999, Magario llegó a la gestión municipal de la mano de él como subsecretaria de la cartera de Acción Social de la comuna. La época de la crisis económica la encontró al frente del área social del municipio. En 2002, Magario fue la responsable de la Unidad Ejecutora del Programa Jefes y Jefas de Hogares de La Matanza, donde no solo se le dio asistencia a los actores sociales, sino que también se especializó en la recuperación del tejido social y la reinserción de los ciudadanos a través de los microemprendimientos productivos.
Durante 2003, también desde la Secretaría de Acción Social de la comuna, Magario puso en funcionamiento en el territorio el Programa P.A.I.S. (Programa Adolescencia Integración Social) dirigido a adolescentes de 14 a 18 años, con el objetivo de reinsertarlos en el ámbito escolar y brindarles capacitación en oficios. Tomando la experiencia de este programa, se creó la Dirección de Juventud orientada a desarrollar programas de inclusión social para adolescentes y jóvenes de 14 a 25 años en situación de vulnerabilidad social y riesgo sanitario. Magario acompañó a los jóvenes de La Matanza en su participación en las redes internacionales como la red de Mercociudades. También fue panelista en varios encuentros y conferencista en el primer Foro de Políticas Públicas de Juventud.
En 2005 fue segunda candidata a concejal del distrito en la lista del Frente para la Victoria.
Ya con Fernando Espinoza como intendente, en 2006 asumió la vicejefatura del Gabinete de la Municipalidad de La Matanza, desde donde llevó adelante el Programa de Descentralización Municipal, fomentando la participación ciudadana desde los consejos consultivos. También creó el Consejo Consultivo Joven.
En 2011 Magario fue elegida concejal y asumió la presidencia del Concejo Deliberante.

### Diputada nacional (2013-2015)
En 2013 fue elegida diputada nacional por el Frente para la Victoria, integró la lista para la provincia de Buenos Aires en la tercera ubicación. En campaña, declaró que sus principales proyectos serían sobre los presupuestos participativos, la incorporación en la educación de la cultura y la historia local y sobre temas de género, en especial en el ámbito laboral.

### Intendenta de La Matanza (2015-2019)
En 2015 Magario fue elegida intendenta de La Matanza con el 47 % de los votos y sucedió a Fernando Espinoza desde el 12 de diciembre como la primera mujer en encabezar el municipio. Desde el inicio, incorporó a su gabinete a exfuncionarios del gobierno nacional de Cristina Fernández de Kirchner y del gobierno provincial de Daniel Scioli.
En 2016 fue elegida presidenta de la Federación Argentina de Municipios. Fue reelegida en 2018. Fue elegida copresidenta de la Federación Latinoamericana de Ciudades, Municipios y Asociaciones Municipalistas (FLACMA) en 2017 y vicepresidenta de Ciudades y Gobiernos Locales Unidos (CGLU) en 2019.
Magario manifestó su oposición al proyecto de división del partido impulsado por el diputado bonaerense Marcelo Díaz del GEN, rechazado por el Concejo Deliberante de La Matanza.
En las elecciones legislativas de 2017, Magario encabezó la lista de candidatos a concejales de La Matanza por Unidad Ciudadana, aunque anunció que continuaría siendo la intendenta y que su candidatura era una suerte de plebiscito a su gestión. Magario ganó en su categoría con el 50,02 % de los votos.
En mayo de 2019 creó la Subsecretaría de Culto, designando al frente de la nueva cartera municipal a un pastor evangélico.

#### Gabinete gubernamental
| Secretarios del Gobierno de Verónica Magario             | Secretarios del Gobierno de Verónica Magario | Secretarios del Gobierno de Verónica Magario      |
| Cartera                                                  | Titular                                      | Período                                           |
| -------------------------------------------------------- | -------------------------------------------- | ------------------------------------------------- |
| Jefe de Asesores                                         | Fernando Espinoza                            | 10 de diciembre de 2015 - 10 de diciembre de 2019 |
| Jefe de Gabinete                                         | Alejandro Rodríguez                          | 10 de diciembre de 2015 - 10 de diciembre de 2019 |
| Secretaría General de Gobierno                           | Gustavo Dutto                                | 10 de diciembre de 2015 - 10 de diciembre de 2019 |
| Secretaría de Economía y Hacienda                        | Roberto Feletti                              | 10 de diciembre de 2015 - 10 de diciembre de 2019 |
| Secretaría de Obras y Servicios Públicos                 | Héctor Turquié                               | 10 de diciembre de 2015 - 10 de diciembre de 2019 |
| Secretaría de Salud Pública                              | Alejandro Collia                             | 10 de diciembre de 2015 - 10 de diciembre de 2019 |
| Secretaría de Cultura y Educación                        | Silvia Francese                              | 10 de diciembre de 2015 - 10 de diciembre de 2019 |
| Secretaría de la Producción                              | Débora Giorgi                                | 10 de diciembre de 2015 - 10 de diciembre de 2019 |
| Secretaría de Desarrollo Social                          | Claudia Bernazza                             | 10 de diciembre de 2015 - 2018                    |
| Secretaría de Desarrollo Social                          | Liliana Pintos                               | 2018 - 10 de diciembre de 2019                    |
| Secretaría de Planificación Operativa                    | Claudio Grasso                               | 10 de diciembre de 2015 - 10 de diciembre de 2019 |
| Secretaría de Medio Ambiente y Desarrollo Sustentable    | Karina Gabriela Rocca                        | 10 de diciembre de 2015 - 10 de diciembre de 2019 |
| Secretaría de la Tercera Edad                            | Eva Jorge                                    | 10 de diciembre de 2015 - 10 de diciembre de 2019 |
| Secretaría de Planificación Estratégica                  | Aníbal Jesús Stella                          | 10 de diciembre de 2015 - 10 de diciembre de 2019 |
| Secretaría de Coordinación de Delegaciones               | Juana Rosa Medina                            | 10 de diciembre de 2015 - 10 de diciembre de 2019 |
| Secretaría de Espacio Público y Servicios Públicos       | Mario Barresi                                | 10 de diciembre de 2015 - 10 de diciembre de 2019 |
| Secretaría de Ciencia, Tecnología y Políticas Educativas | Silvina Gvirtz                               | 10 de diciembre de 2015 - 10 de diciembre de 2019 |
| Secretaría de Juventud                                   | Cecilia Presas                               | 10 de diciembre de 2015 - 10 de diciembre de 2019 |
| Secretaría de Tránsito y Transporte                      | María Leticia Piris                          | 10 de diciembre de 2015 - 21 de abril de 2017     |
| Secretaría de Tránsito y Transporte                      | Guillermo Tarallo                            | 21 de abril de 2017 - 10 de diciembre de 2019     |
| Secretaría de Deportes y Recreación                      | Hernán Ledesma                               | 10 de diciembre de 2015 - 10 de diciembre de 2019 |
| Secretaría de Planeamiento Urbano                        | Edith Beatriz Viani                          | 10 de diciembre de 2015 - 10 de diciembre de 2019 |

### Vicegobernadora de Buenos Aires (2019-presente)
En mayo de 2019 se anunció su precandidatura a la vicegobernación de la provincia de Buenos Aires, conformando la fórmula junto a Axel Kicillof. La fórmula se impuso en las elecciones primarias del 11 de agosto de ese año por el 52,74 % de los votos contra el 34,54 % de la gobernadora María Eugenia Vidal.
La fórmula resultó ganadora en las elecciones generales del 27 de octubre, con el 52,40 % de los votos contra el 38,28 % de la gobernadora María Eugenia Vidal y asumió al frente del poder ejecutivo de la provincia el 11 de diciembre de 2019.

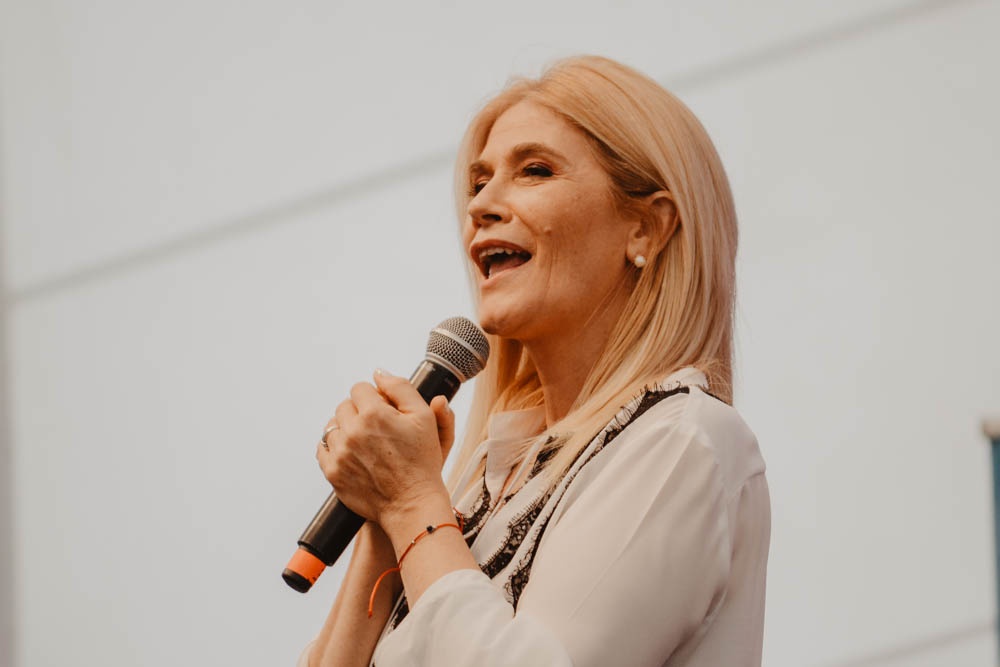
Magario en 2022.

En 2021 fue elegida presidenta del recién creado Foro de Vicegobernadores de la República Argentina (FOVIRA). Ese mismo año fue designada vicepresidenta primera del Partido Justicialista de la provincia de Buenos Aires.
En las elecciones de 2023, se presentó para la reelección como vicegobernadora, junto al gobernador Axel Kicillof por Unión por la Patria. En las elecciones generales del 22 de octubre, la fórmula resultó ganadora con el 44,8 % de los votos, según el escrutinio provisorio.

## Historial electoral
|  | 32,33 % |

|  | 45,35 % |

|  | 47,55 % |

|  | 52,74 % |

|  | 52,40 % |

|  | 36,76 % |

|  | 44,94 % |